# Foresta di Teutoburgo

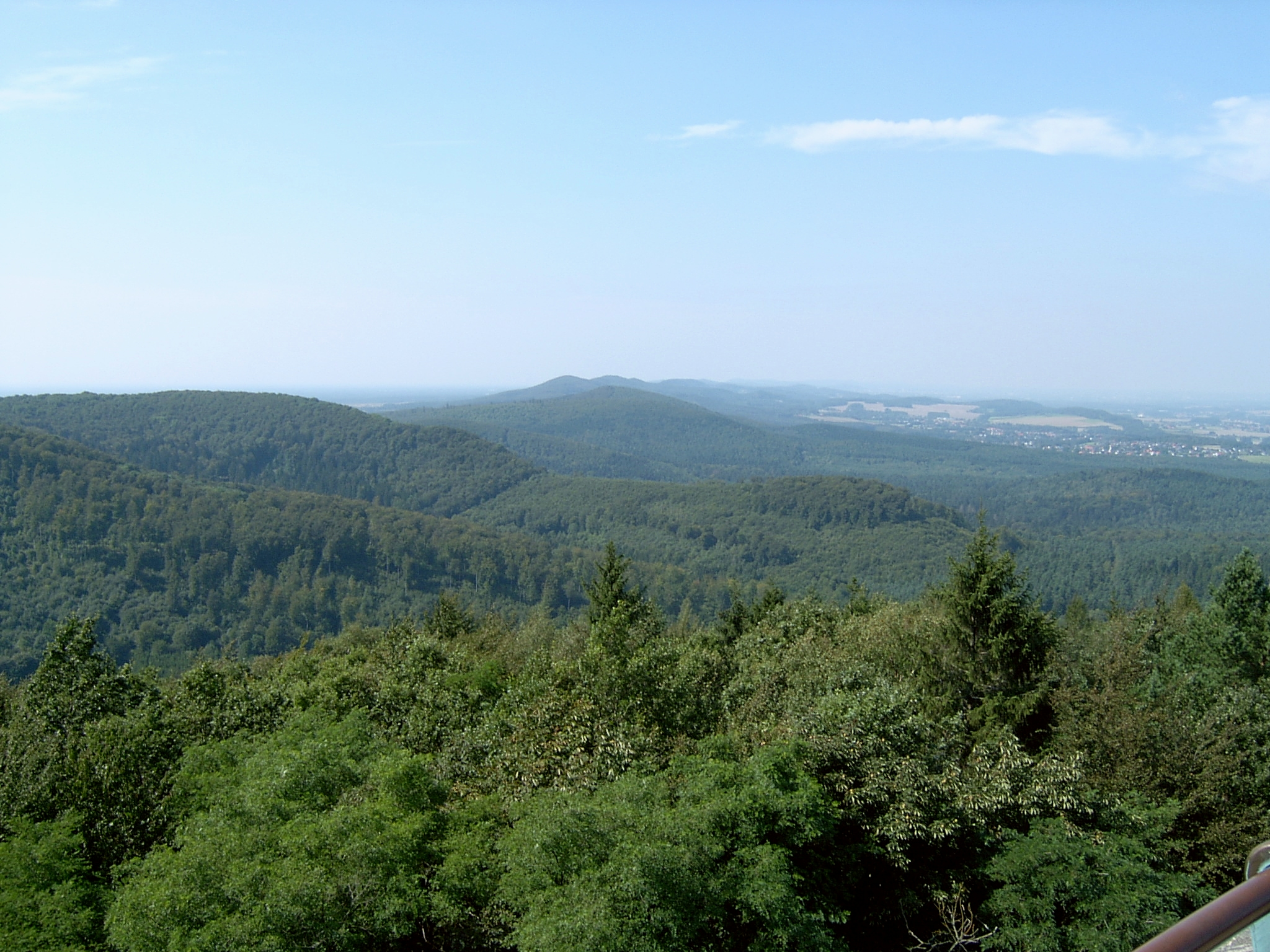
Vista della foresta di Teutoburgo

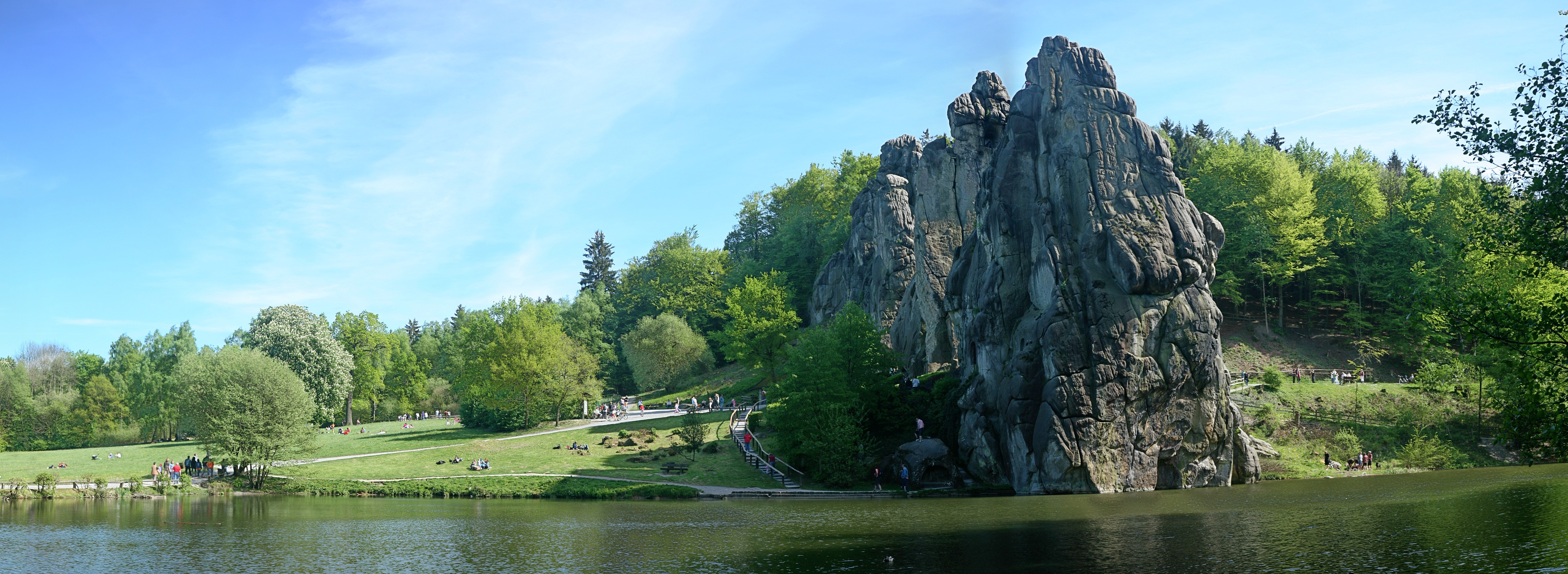
Le Externsteine (vista dal lago)

La foresta di Teutoburgo è situata nei länder di Bassa Sassonia e Renania Settentrionale-Vestfalia. Fino alla fine del XIX secolo le montagne e le foreste della regione erano conosciute come Osning (ancora oggi la parte che si trova a sud-est della città di Bielefeld mantiene questo nome). Poi, affermandosi il nazionalismo tedesco, attorno al 1848/1849, per motivi patriottici si volle ricordare nel nome la   battaglia di Teutoburgo, del 9 d.C., narrata da Tacito,  che vide i barbari germanici sbaragliare le legioni romane guidate dal console Publio Quintilio Varo. I dettagli sono ancora oggetto di contesa fra gli archeologi ma sembra che il vero luogo della battaglia fosse circa 40 km a nord, nei pressi di Osnabrück. 

## Geografia

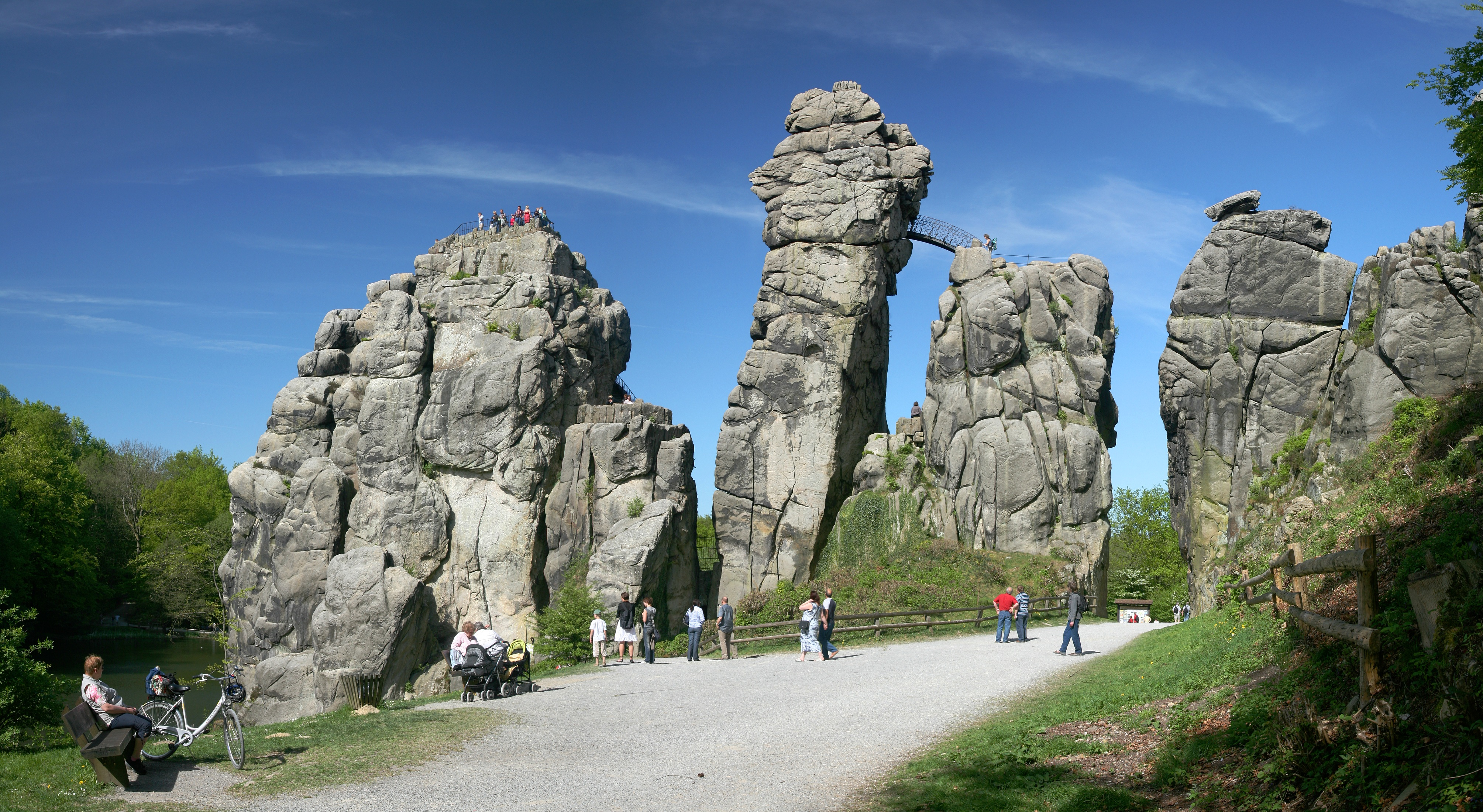
La formazione rocciosa delle Externsteine

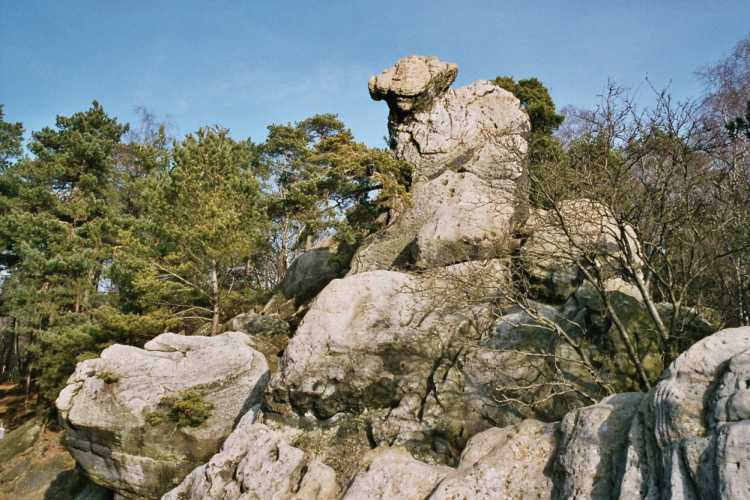
Ragazza accovacciata

La foresta di Teutoburgo è l'estensione nord della pianura centrale europea, e si estende a est verso il fiume Weser, a sud dalla città di Osnabrück e sud-est fino a Paderborn, per una lunghezza complessiva di circa 100 chilometri. 
La foresta è tagliata da una grande valle, dove si trova la città di Bielefeld. Fatta eccezione per una piccola parte a sud di Osnabrück, che appartiene al land della Bassa Sassonia, quasi tutta la foresta è situata nel Land della Renania Settentrionale-Vestfalia. 
Il punto più elevato è il Velmerstot (468 m) (a sud di Horn-Bad Meinberg). Nella parte settentrionale della foresta, il punto più alto è il Dörenberg (331 m) (a nord di Bad Iburg). 
Il fiume Ems ha la sua sorgente nella parte meridionale della foresta.

## Luoghi d'interesse

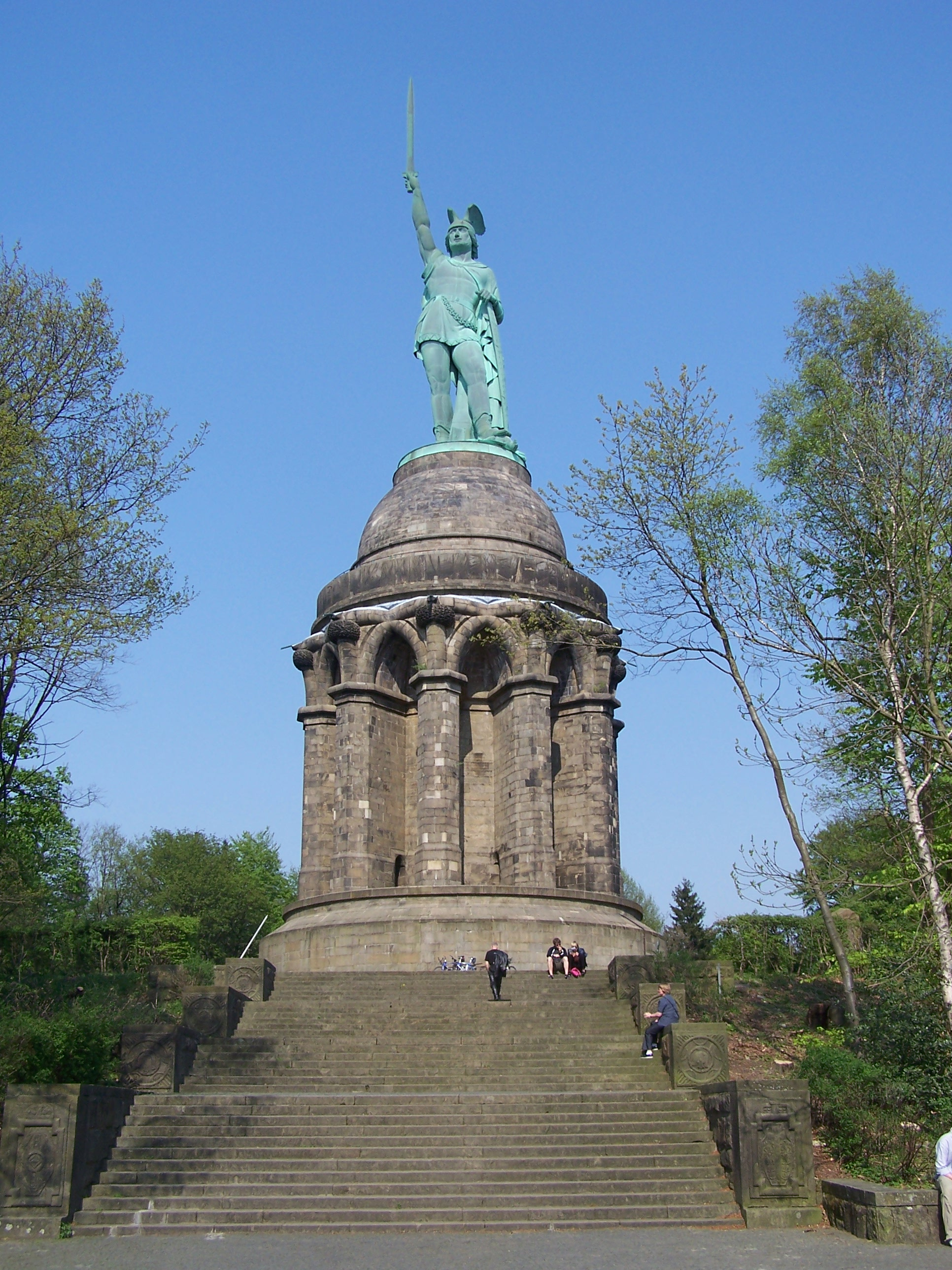
Il monumento ad Arminio

Oggetto d'interesse delle escursioni nella foresta di Teutoburgo sono, in particolare, il monumento ad Arminio, l'Hermannsdenkmal, e le conformazioni rocciose denominate Externsteine. 
L'Hermannsdenkmal fu costruito tra il 1838 e il 1875 per il volere di Ernst von Bandel, in memoria di un capo-tribù germanico di nome Arminius, che guidò le sue truppe alla vittoria nella battaglia contro le legioni romane guidate da Publio Quintilio Varo nel 9 d.C.
Un'altra attrazione turistica è la cosiddetta "ragazza accovacciata", o hockendes Weib, curiosa struttura litica dalle sembianze antropomorfe.